# المعهد التقاني الطبي في النبك
هو معهد متوسط تابع لجامعة دمشق ولوزارة التعليم العالي في الجمهورية العربية السورية ويقع في مدينة النبك في منطقة القلمون في محافظة ريف دمشق
تم تأسيس المعهد بمرسوم جمهوري وبقرار وزير التعليم العالي رقم 196 بتاريخ 23/9/2001
يوجد في المعهد التخصصات التالية : التخدير ، الأشعة ، الطوارئ ، المعالجة الفيزيائية
مدة الدراسة في المعهد سنتان دراسيتان يحصل الطالب الخريج بعدها على شهادة طبية وهي دبلوم تقاني طبي حسب تخصصه ويحصل على لقب مساعد فني